# José María Izquierdo
José María Izquierdo y Martínez (Sevilla, 1886-Sevilla, 1922) fue un jurista, periodista y escritor español, de pensamiento andalucista.

## Biografía
Nacido en 1886 en Sevilla, fue autor de obras como Divagando por la ciudad de la Gracia (1914), vinculada al esteticismo y que ha sido considerada “libro hermano” del Ideal andaluz, entre otras, con títulos como El pragmatismo, El Derecho en el teatro español, Por la parábola de la vida y De las normas y de las formas. Participó en publicaciones periódicas como El Liberal o El Noticiero Sevillano. Falleció en su ciudad natal en 1922. Miembro del Ateneo de Sevilla, se involucró en el movimiento andalucista y fue uno de los acuñadores del concepto de ideal andaluz.
En 1925 se le erigió un monumento en el parque de María Luisa.